# 阿尔哈拉克
阿尔哈拉克，是西班牙安达卢西亚自治区韦尔瓦省的一个市镇。总面积34平方公里，总人口12026人（2001年），人口密度354人/平方公里。